# Tom van Walle
Tom van Walle (Kalmthout, 7 de agosto de 1987) é ex-voleibolista indoor e  atuante como jogador de vôlei de praia belga, que no vôlei de praia foi semifinalista no Campeonato Europeu de 2017, na Letônia.

## Carreira
A sua trajetória iniciou aos 10 anos de idade no vôlei de quadra, representou a  seleção juvenil, na seleção adulta esteve nos anos de 2009, 2011, 2013 e 2014  e foi por sete anos jogou nesta modalidade profissionalmente, mais tarde migrou para o vôlei de praia.Em clubes teve passagens pelo VBC Scheldenatie Kapellen na temporada 2004-05 quando atuava com seu irmão gêmeo Gert van Walle,  no período de 2008 pelo Aquacare Halen a 2011, período que já jogava com Dries Koekelkoren, depois atuou pelo PNV Waasland, já nas temporadas de 2012-13, 2013-14 e 2014-15 atuou pelo Schelde-Natie Precura Antwerpen. 
Em 2010, competia também no vôlei de praia, formou dupla com Dries Koekelkoren  e terminaram na décima sétima posição na etapa Satélite de Lausana e estrearam no Circuito Mundial no Aberto de Haia, quando finalizaram na trigésima terceira posição.No ano de 2011, formou dupla com Ward Coucke  e terminaram no vigésimo quinto posto na edição do Campeonato Europeu de Voleibol de Praia de 2011  em Kristiansand, mesmo posto obtido no Másters de Niechorze  e conquistaram o terceiro lugar no Másters de Novi Sad pelo circuito europeu, ainda terminaram na nona posição no Challenge de Varna, mesma posição obtida em etapas do circuito mundial, nos Abertos de Brasília, Xangai e Praga, e obtiveram o quinquagésimo sétimo lugar no Aberto de Haia.
Com Ward Coucke, competiu na edição do Campeonato Europeu de Voleibol de Praia de 2012 em Scheveningen e finalizaram no vigésimo quinto lugar, já nos Grand Slam de Gstaad, Berlim e Klagenfurt, pelo circuito mundial, só alcançaram o quadragésimo primeiro posto.
Ao lado de Ward Coucke conquistou o tricampeonato consecutivo  nacional nos anos de 2011, 2012 e 2013, conquistaram o títulos das etapas nacionais de 2013 em Brussel, Hechtel,  Gent, 	Sint Niklaas e Leuven, ainda alcançaram o terceiro lugar na etapa a de Hannut e o quinto posto em Kortrijk. Em 2014 venceu ao lado de Dries Koekelkoren as etapas nacionais em Hecthel e Kortrijk.
Com maior dedicação ao vôlei de praia, continua na temporada de 2015 com Dries Koekelkoren, conquistaram  o bronze na etapa Satélite de Skopje e o quanto em Vaduz, como obtiveram o terceiro lugar na CEV Continental Cup, terceira fase, grupo C na Estônia,  e o primeiro lugar  na quarta fase em Israel; no circuito WEVZA, conquistaram os vice-campeonatos  em Roma e Montpellier, ainda terminaram em quinto em Barcelona. No circuito europeu terminaram em nono no Masters de Jūrmala e quinto no de Milão; já no circuito mundial terminaram no trigésimo terceiro lugares nos Grand Slams de Olsztyn e São Petersburgo, décimo sétimo lugar no Aberto de Xiamen, nonos lugares nos Abertos de Puerto Vallarta e Catar, e como melhor desempenho o quinto lugar no Aberto de Antália.
Em mais uma temporada de parceria com Dries Koekelkoren, terminaram na vigésima quinta posição no Campeonato Europeu de Voleibol de Praia de 2016 em Bienna, terminaram em segundo na CEV Continental Cup na Noruega, mesmo posto obtido na etapa Satélite de Vaduz, na CEV Zonal Eevent em Dijon, e o quarto posto no Masters de Jūrmala, e pelo circuito mundial, terminaram na quadragésima primeira posição no Grand Slam do Rio de Janeiro, na trigésima terceira colocação nos Abertos de Vitória e Antália, no vigésimo quinto lugar no Abertos de Xiamen e Sochi, também no Grand Slam de Long Beach, décimo sétimo posto no Aberto de Fuzhou e nos Major Series de Hamburgo e Klagenfurt, e como melhores êxitos obtiveram os nonos lugares nos Aberto de Doha e Kish.
Conquistou ao lado de  Dries Koekelkoren o tetracampeonato nacional consecutivo, nos anos de 2014, 2015, 2016 e 2017e foram semifinalista na edição do Campeonato Europeu de Voleibol de Praia de 2017 em Jūrmala e foram campeões do Masters em Baden, conquistaram a nona posição no Campeonato Mundial de Viena,  e pelo circuito mundial, terminaram na trigésima terceira nos torneios de Fort Lauderdale  e Poreč (cinco estrelas), no vigésimo quinto posto no torneio de Moscou (três estrelas), na décima sétima colocação nos torneios de Haia e Xiamen (três estrelas), nono lugar no torneio de Gstaad (cinco estrelas), quinta posição no três estrelas de Kish e noqautro estrelas de Olsztyn e foram semifinalistas no quatro estrelas de Qinzhou. 
E com Dries Koekelkoren  disputou o Campeonato Europeu de Voleibol de Praia de 2018 de Haia, e encerraram em nono lugar e terminaram na quinta posição no Masters Pelhrimov, conquistam o título da etapa nacional em Eindhoven; e no circuito mundial, finalizaram na quadragésima primeira posição o quatro estrelas de Warsaw, foram trigésimos terceiros colocados no quatro estrelas de Ostrava, vigésimo quinto posto no quatro estrelas de Itapema e no quatro estrelas Viena, décimo sétimo lugares no quatro estrelas de Doha, Xiamen, Moscou e Yangzhou,  mesmo posto obtido no cinco estrelas de Fort Lauderdale, nona posição no quatro estrelas de Haia, e nos três estrelas de Mersin e Lucerna, e obtiveram o primeiro pódio no torneio de três estrelas de Qinzhou. 
No Campeonato Europeu de Voleibol de Praia de 2019 em Moscou, ao lado de Dries Koekelkoren, terminaram na décima sétima posição e alcanlaram o trigésimo sétimo colocado no Campeonato Mundial em Hamburgo, ainda terminaram na primeira posição na Continental Cup de Batumi, terminaram em quarto na etapa de Utrecht e foram campeões na etapa de Vlissingen, e no circuito mundial, foram trigésimo terceiros colocados no torneio de Viena (cinco estrelas), vigésimo quinto lugar no torneio de Gstaad (cinco estrelas) e no Finals de Roma (cinco estrelas), décimo nono posto no  no torneio de Tóquio (quatro estrelas), décima sétima posição nos torneios de Espinho e Chetumal (quatro estrelas), nonas posições nos torneios quatro estrelas de Ostrava e Moscou,  também no três estrelas de Jūrmala. 
No Campeonato Europeu de Voleibol de Praia de 2020 de Jūrmala, permaneceu com seu parceiro Dries Koekelkoren, e finalizaram na décima sétima posição, terminaram no circuito nacional, na terceira posição Heerenveen e o segundo lugar em Breda , além da vigésima quinta colocação no torneio de Doha (quatro estrelas).Estiveram juntos também na edição do Campeonato Europeu de Voleibol de Praia de 2021 em Viena, finalizaram na nona posição, terminaram na terceira posição na CEV Continental Cup em Baden e terminaram em quinto na CEV Continental Cup nos Países Baixos, conquistaram a etapa nacional de Zutphen e sagrous-e octacampeão nacional, no circuito mundial terminaram na quadragésima primeira posição nos torneios de Katara e Ostrava (quatro estrelas), trigésima terceira posição no torneios de Gstaad (quatro estrelas), e  obtiveram o título no torneio uma estrela de Leuven e cogitaram encerramento da carreira nesta temporada.
Em 2022, competi nacionalmente com Dries Koekelkoren, conquistaram o título na etapa de Kortrijk, Gent e Kinrooi, foram  vice-campeões na etapa de Leuven, quarto lugar no torneio de Bruxellas, e o quinto lugar na etapa de Teper, e alcançou o quinto posto na etapa de Waregem ao lado de Daan Hendrikx,  e com Jelle de Hert voltou a competir no circuito mundial, no Futures de Leuven.

## Títulos e resultados
- 1* de Leuven do Circuito Mundial de Vôlei de Praia de 2021
- 3* de Qinzhou do Circuito Mundial de Vôlei de Praia de 2018
- 3* de Qinzhou do Circuito Mundial de Vôlei de Praia de 2017
- Campeonato Europeu de Vôlei de Praia:2017
- Campeonato Belga de Vôlei de Praia:2011, 2012, 2013, 2014, 2015, 2016, 2017 e 2021